# 凤凰街道 (萍乡市)
凤凰街街道，是中华人民共和国江西省萍乡市安源区下辖的一个乡镇级行政单位。

## 行政区划
凤凰街街道下辖以下地区：
李子园社区、凤凰池社区、居仁巷社区、河口下社区、商城社区、江湾社区、北桥外社区、花园社区、黄泥塘社区、登岸下社区、金山角社区、百合冲社区、鹅湖桥社区、万龙湾社区、凤凰山社区、上湾社区、金陵社区、登岸村、观丰村和鹅湖村。